# Ellesmere Port and Neston (circonscription britannique)

Ellesmere Port et Neston dans le Cheshire.

Ellesmere Port et Neston est une ancienne circonscription électorale anglaise située dans le Cheshire et représentée à la Chambre des communes du Parlement britannique. Créée en 1983, elle est supprimée en 2024.

## Histoire
La circonscription est créée pour les élections législatives de 1983 à partir des parties sud des anciennes circonscriptions de Bebington and Ellesmere Port et de Wirral.
En 2023, elle est supprimée lors du redécoupage des circonscriptions du Parlement et disparaît à l'issue des élections législatives de 2024.